# 东荆河
东荆河古称芦洑河、冲河、潜江，俗称南襄河，为汉江下游的分支河道，位于中国湖北省潜江市、仙桃市与监利市、洪湖市交界处。在潜江市由汉江分支流出，穿过潜江市向东注入长江。汛期汉江洪水经由此河道流入长江。并可通航，旱季部分河段断流。河道长173千米，河槽宽度介于150米至450米之间，河床为沙质。